# Mihail Kogălniceanu (gmina w okręgu Konstanca)
Mihail Kogălniceanu – gmina w Rumunii, w okręgu Konstanca. Obejmuje miejscowości Mihail Kogălniceanu, Palazu Mic i Piatra. W 2011 roku liczyła 9978 mieszkańców.